# Deci de Ravenna
Deci va ser un prefecte i exarca de Ravenna, testificat el 584, sota l'emperador romà d'Orient Maurici.
L'exarchus (exarca) com a càrrec s'esmenta per primer cop en una carta datada precisament el 584, del papa Pelagi II. Molts historiadors l'identifiquen amb el patrici Deci esmentat en la mateixa carta just abans, però altres pensen que va ser en canvi un senador romà. Si realment fou exarca, anteriorment hauria estat prefecte (576-580) i eparca (580-584), sent el primer exarca, càrrec que s'hauria establert el 584. El 585 el va substituir Smaragdus.